# Български преглед
Вижте пояснителната страница за други значения на Български преглед.
„Български преглед“ е месечно списание издавано от дружество „Общи труд“ между 1893 и 1900 г. Списанието си поставя за цел „да разглежда всички въпроси от значение за наука, литература и особено такива из областта на просветата“. Отделя много внимание на българския правописен въпрос. Печата се в придворната печатница на братя Прошекови.
Редактори на списанието са Димитър Агура, Любомир Милетич, А. Георгов, Иван Шишманов, Иван Георгов, Димитър Матов, Беньо Цонев и други.
Сред сътрудниците му са Георги Баласчев, Иван Вазов, Анастас Иширков, Любомир Милетич, Пенчо Славейков, Антон Страшимиров, Христо Самсаров и Кузман Шапкарев.